# Certified Information Systems Auditor
La certification professionnelle Certified Information Systems Auditor (CISA), pouvant être librement traduite par Auditeur certifié des systèmes d'information existe depuis 1978; celle-ci est parrainée par ISACA et est une norme mondialement acceptée de reconnaissance parmi les professionnels de l’audit, du contrôle et de la sécurité des systèmes d’information (SI).

## Accréditation
L’American National Standards Institute (ANSI) a accrédité la certification CISA conformément à la norme ISO/IEC 17024:2012, exigences générales pour les organismes de certification procédant à la certification de personnes.

## Obtention de la certification
Afin d'obtenir la certification CISA, la réussite de l'examen est nécessaire et les conditions suivantes doivent être respectées:
- Expériences en tant qu'auditeur des systèmes d'information
- Respecter le code d'éthique
- Formation continue
- Respecter les standards d'audit des systèmes d'information

### Examen
Il est possible de compléter l'examen trois (3) fois par année: en juin, septembre et décembre. Un seul examen unifié au niveau mondial est disponible, et ce, dans différentes langues. Cet examen est d'une durée de quatre (4) heures et consiste à 150 questions à choix multiples. Quelques questions sont uniquement posées à des fins statistiques et ne sont pas considérées dans le pointage final; celui-ci est évalué sur 800 points où la note de passage est de 450 points.
Le manuel de préparation à l'examen CISA de l'ISACA est divisé en cinq (5) domaines:
1. Processus d'audit des systèmes d'information - 21%
2. Gouvernance et gestion des technologies de l'information (TI) - 16%
3. Acquisition, conception et implémentation des systèmes d'information - 18%
4. Exploitation, entretien et gestion des systèmes d'information (SI) - 20%
5. Protection des actifs informationnels - 25%

### Expérience
Cinq (5) ans d'expérience comme auditeur des systèmes d'information sont nécessaires afin d'obtenir la certification. Toutefois, jusqu'à trois (3) ans pourraient être substitués si le candidat possède, entre autres, des études universitaires de premier ou deuxième cycle.